# Audie Leon Murphy
Audie Leon Murphy, ameriški častnik, vojni heroj, filmski igralec, pevec, pilot, pisatelj in prostozidar, * 20. junij 1924, Teksas, † 28. maj 1971, Virginija.
Murphy je najbolj odlikovani pripadnik oboroženih sil ZDA med drugo svetovno vojno, saj je prejel vsa ameriška odlikovanja za pogum/hrabrost ter še pet drugih od tujih držav. Poleg tega je bil tudi eden najbolj plodovitih filmskih igralcev, saj je nastopal v 44 filmih. Med drugim je igral samega sebe v filmu V pekel in nazaj, ki je bil posnet po njegovi avtobiografiji V pekel in nazaj (film je bil najbolj uspešni film v zgodovini Universal Studios do 1975, ko je prišel Spielbergovo Žrelo).

## Življenjepis
Rodil se je v revno družino 12 otrok. Oče jih je zapustil in mati je umrla, ko je bil star 17. Sam je nato delal, da je skrbel za 5 bratov in sester, ki so ostali doma. Zaradi hudega pomanjkanja se je odločil pridružiti oboroženim silam ZDA.
Sprva se je želel pridružiti korpusu mornariške pehote ZDA, a so ga zavrnili, ker je bil visok le 165 cm; tako se je 30. junija 1942 pridružil kopenski vojski ZDA. Poslan je bil v Camp Wolters (Teksas), kjer je opravil osnovno urjenje.
Od oktobra 1942 je služil v četi K, 385. pehotni polk (Fort George G. Meade, Maryland), nakar so 8. februarja 1943 zapustili ZDA in odpluli proti evroafriškem bojišču druge svetovne vojne. 13. oktobra 1944 je bil častno odpuščen iz KOV ZDA kot štabni vodnik čete B 15. pehotnega polka) in bil naslednji dan sprejet kot poročnik (to povišanje je bil t. i. bojni čin zaradi izkazanega junaštva in vodstvenih sposobnostih).
Nato je služil kot poveljnik voda in čete v 15. pehotnem polku do avgusta 1945. Po vrnitvi v ZDA (junij 1945) je bil poslan v Fort Sam Houston (Teksas), kjer je bil 21. avgusta istega leta sprejet v korpus rezervnih častnikov ZDA in 21. septembra odpuščen iz stalne sestave ter premeščen v rezervno. Nato je služil v nacionalni gardi Teksasa, nakar je bil premeščen v rezervo KOV ZDA, v kateri je služil do svoje smrti.
Leta 1949 je napisal avtobiografijo V pekel in nazaj, ki je takoj postala nacionalna knjižna uspešnica (national bestseller).
Nato je podpisal pogodbo s Universal Studios, za katere je odigral v 44 filmih. Tako je leta 1955 odigral glavno vlogo v filmu V pekel in nazaj.
Poleg uspešne filmske kariere je uspel tudi na country sceni kot dober pevec ter še boljši pisec besedil. Kljub temu ga je mučil posttravmatski stresni sindrom (PTSD), kar se je kazalo v številnih odvisnostih, depresij in nespečnosti.
Umrl je 1971 v letalski nesreči, ko je letalo, ki ga je sam pilotiral, v gosti megli strmoglavilo. Pokopan je na pokopališču Arlington.
1996 je zvezna država Teksas razglasila njegov rojstni dan, 20. junij, kot »Dan Audieja Murphyja«. Istega leta je bil posmrtno sprejet v Western Performers Hall of Fame pri Nacionalnem kavbojskem in zapuščini Zahoda muzeju (Oklahoma City, Oklahoma). To je leta 1999 storil tudi teksaški guverner George W. Bush.
Za njegove zasluge v filmski industriji je dobil zvezdo na Hollywood Walk of Fame pri »1601 Vine Street«.
2000 je bil njegov portret prikazan na ameriški poštni znamki za 33 centov. Po njem je bila tudi poimenovana šola »Audie Murphy Middle School« (Fort Hood, Teksas).

## Odlikovanja
- medalja časti
- zaslužni križec
- srebrna zvezda z hrastovim listom
- legija za zasluge
- bronasta zvezda z bojnim »V« in hrastovim listom
- škrlatno srce z drugim hrastovim listom
- medalja Kopenske vojske ZDA za izjemno civilno služenje
- medalja za vzorno obnašanje
- predsedniška omemba enote s prvim hrastovim listom
- medalja za ameriško kampanjo
- evropska-afriška-bližnjevzhodna kampanjska medalja s srebrno zvezdo, štirimi bronastimi zvezdami (8 kampanj) in eno srebrno puščico (izkrcanje pri Anziu in v južni Franciji)
- medalja za zmago v drugi svetovni vojni
- medalja vojske okupacije s ploščico Nemčija
- medalja rezerve oboroženih sil
- bojni pehotni znak
- znak dobrega strelca s ploščico Puška
- znak strokovnjaka s ploščico Bajonet
- Fourragere za Croix de Guerre
- vitez legije časti
- Croix de Guerre s srebrno palmo (Francija)
- Croix de Guerre s palmo (Francija)
- medalja osvobojene Francije (Francija)
- Croix de Guerre 1940 s palmo (Belgija).

## Napredovanja
- vojak (PVT), Kopenska vojska ZDA - 30. junij 1942
- poddesetnik (PFC), KOV ZDA - 7. maj 1943
- desetnik (CPL), KOV ZDA - 15. julij 1943
- vodnik (SGT), KOV ZDA - 13. december 1943
- višji vodnik (S/SGT), KOV ZDA - 13. januar 1944
- poročnik (2d LT), KOV ZDA - 14. oktober 1944
- nadporočnik (1st LT), KOV ZDA - 16. februar 1945
- nadporočnik (1st LT), pehotni častnik, ORC - 21. avgust 1945
- stotnik (CAPT), pehotni častnik, Nacionalna garda Teksasa - 14. julij 1950
- stotnik, (CAPT), pehotni častnik, NGUS - 19. oktober 1950
- major (MAJ), pehotni častnik, TEX NG - 14. februar 1956
- major (MAJ), pehotni častnik, NGUS - 14. februar 1956
- major (MAJ), pehotni častnik, KOV ZDA - 8. november 1966

## Filmografija
1. Beyond Glory
2. Texas, Heaven and Brooklyn
3. Bad Boy
4. The Kid from Texas
5. Sierra
6. Kansas Raiders
7. The Red Badge of Courage
8. The Cimarron Kid
9. The Duel at Silver Creek
10. Gunsmoke
11. Column South
12. Tumbleweed
13. Ride Clear of Diablo
14. Drums across the River
15. Destry
16. V pekel in nazaj (To Hell and Back)
17. World in my Corner
18. Walk the proud Land
19. Joe Butterfly
20. The guns of Fort Petticoat
21. Night passage
22. The Quiet America
23. Ride a crooked Trail
24. The Gun Runners
25. No name on the bullet
26. The Wild and the Innocent
27. Cast a long shadow
28. The Unforgiven
29. Hell bent for Leather
30. Seven Ways from Sundown
31. Posse form Hell
32. Battle at Bloody Beach
33. Six Black Horses
34. Showdown
35. Gunfight at Comanche Creek
36. The Quick Gun
37. Bullet for a badman
38. Apache Rifles
39. Arizona Raiders
40. Gunpoint
41. The Texican
42. Trunk to Cairo
43. 40 Guns to Apache Pass
44. A time for dying